# Pedro João Fernandes
Pedro João Fernandes (30 de novembro de 1961, Mutunópolis) é um político e empresário brasileiro que atualmente é suplente de deputado estadual por Goiás filiado ao Agir, tendo servido como o 15.º prefeito eleito de Porangatu. Em seu mandato municipal, foi construída a nova sede do Centro de Referência de Assistência Social, construiu três postos de saúde, solicitou a criação do Hospital de Campanha (HCamp) no munícipio, construiu duas pontes em povoados e foi o primeiro gestor a lidar com a Pandemia de COVID-19 no munícipio.

## Primeiros anos
Pedro João Fernandes nasceu em 11 de novembro de 1961, no recém-emancipado munícipio de Mutunópolis, três dias antes da comemoração de aniversário do munícipio. Sua irmã é Glaucia Fernandes de Melo, ex-primeira-dama e viúva de Júlio de Melo. Ele concluiu seu ensino médio em Porangatu. Ele abriu uma empresa no ramo de seguros no munícipio.

## Carreira política

### Cabo eleitoral do PSDB em Porangatu
Pedro Fernandes auxiliou seu cunhado, Júlio Sérgio de Melo, em todas as suas campanhas eleitorais municipais (1996 e 2000) e em suas disputas estaduais (2006, 2010, 2014 e 2018), no Partido da Social Democracia Brasileira (como integrante). Ele auxiliou a irmã, Glaucia durante a eleição municipal de Porangatu em 2012, embora esta tenha perdido para Eronildo Valadares (MDB). 

### Secretário municipal do Governo Júlio de Melo
Após a primeira vitória eleitoral do cunhado, ele foi nomeado Secretário Municipal da Saúde em 1997. Depois ele exerceu a pasta de Compras, subsequentemente, no segundo mandato (2001-2005) foi Secretário de Controle Interno de Júlio da Retífica. Tal cargo possui as seguintes seis competências:

I – a realização do controle interno das atividades de administração financeira, patrimonial, orçamentária e contábil dos órgãos e entidades da Administração Direta e Indireta, bem como dos fundos municipais e dos convênios firmados com entidades que recebem subvenções ou outras transferências à conta do orçamento municipal, no que se refere à legalidade, legitimidade e economicidade;

II – a programação, coordenação, acompanhamento e avaliação das ações setoriais, através da realização de inspeções e de auditorias, e proposição de aplicação de sanções, conforme legislação vigente, a gestores e agentes inadimplentes;
III – a apuração de denúncias relativas a irregularidades ou ilegalidades praticadas em órgão ou entidade da Administração, dando ciência ao Prefeito Municipal, ao interessado e ao titular do órgão ou autoridade equivalente, com a instauração de sindicância ou processo administrativo disciplinar, conforme o caso, sob pena de responsabilidade solidária;
IV – a auditoria nos diversos segmentos da Administração Municipal, direta e indireta, nas entidades públicas ou privadas que recebam, a qualquer título, recursos financeiros do Município;
V – a comprovação da legalidade e avaliação da eficácia e eficiência das gestões orçamentária, financeira e patrimonial nos órgãos e entidades da Administração Municipal e da aplicação de recursos públicos por entidades da iniciativa privada;

VI – a auditoria da folha de pagamento dos órgãos e entidades da Administração Direta e Indireta; Competências da Secretaria de Controle Interno

### Presidente municipal do PSDB
Após a derrota de sua irmã em 2012, Fernandes se tornou presidente municipal de seu partido, o PSDB. Em 19 de março de 2016, Pedro foi confirmado como pré-candidato a prefeito de Porangatu pelo Partido da Social Democracia Brasileira. Ele permaneceu no cargo de presidente partidário até 2020, quando filiou-se ao Progressistas.

## Gestão Pedro Fernandes na prefeitura de Porangatu (2017-2021)

### Eleição municipal de 2016
Durante as disputas eleitorais em Porangatu de 2016, Pedro Fernandes fora escolhido pelo seu partido para disputar o pleito contra Eronildo Valadares, então prefeito filiado do MDB. Dado o fato de cunhado de Júlio de Melo, então deputado estadual, e a alta rejeição de Valadares (mesmo com liderança nas pesquisas), Pedro elegeu-se prefeito do munícipio em 2016. Fernandes obteve 42,59% dos votos válidos. Em 1º de janeiro do ano seguinte, ele foi empossado prefeito, ao lado do vice, Moacir Ciriaco Júnior do PTB.

### Posse

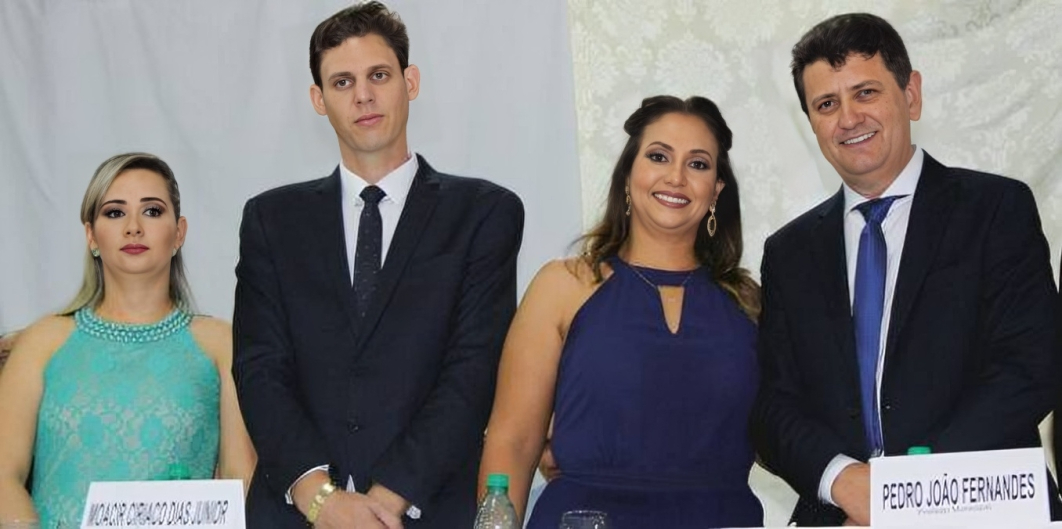
Cerimônia de posse de Pedro João Fernandes como prefeito de Porangatu.

A Solenidade de Posse do novo Prefeito, deu-se em 1º de janeiro de 2017, no Tatersal do Parque de Exposição Agropecuária e sua posse se deu com os vereadores da 17ª legislatura. Ele realizou o seguinte discurso de posse:
| “ | Agradeço por estarmos nessa solenidade de posse, meu coração está muito alegre com o dia de hoje. Faço um cumprimento especial ao Júlio e a minha irmã Glaucia, sou muito honrado em ter o Júlio não como um cunhado, mas como um irmão. Aprendi muito com ele desde que foi prefeito de Porangatu, muito me ensinou e nessa campanha foi uma das pessoas que acreditou no meu nome. Fizemos um trabalho de formiguinha, porque muitos ainda não me conheciam, mas Deus e a população de Porangatu nos honrou com um mandato. É com muita alegria e emoção que assumo neste momento a grande responsabilidade concedida a mim pelo povo, em governar nossa cidade. Exercer o cargo de prefeito é um privilégio confiado a poucos e por isso me sinto imensamente honrado e agradecido a Deus e a todo cidadão de Porangatu que depositaram em mim, não apenas sua confiança, mas, sobretudo a esperança de um futuro melhor, mais digno e com mais oportunidade para todos. Isso me motiva a trabalhar com mais afinco para garantir a cada dia, mais benefício para esse povo. Me comprometo a empenhar e não medirei esforços para buscar melhorias para nossa comunidade, meu gabinete estará aberto a cada um. Convoco a partir de agora, minha equipe de governo para colocar em ordem a cidade de Porangatu. | ” |
|   | — Discurso de Posse de Pedro Fernandes como Prefeito de Porangatu em 1º de janeiro de 2017. |   |

### Gabinete do Prefeito
Em seu Gabinete, totalizavam 13 Secretarias e 4 órgãos públicos com status de Secretaria.
| Secretarias                              | 15.º Gabinete Municipal da Gestão de Porangatu 1º de janeiro de 2017- 1º de janeiro de 2021 | 15.º Gabinete Municipal da Gestão de Porangatu 1º de janeiro de 2017- 1º de janeiro de 2021 | 15.º Gabinete Municipal da Gestão de Porangatu 1º de janeiro de 2017- 1º de janeiro de 2021 | 15.º Gabinete Municipal da Gestão de Porangatu 1º de janeiro de 2017- 1º de janeiro de 2021 | 15.º Gabinete Municipal da Gestão de Porangatu 1º de janeiro de 2017- 1º de janeiro de 2021 | 15.º Gabinete Municipal da Gestão de Porangatu 1º de janeiro de 2017- 1º de janeiro de 2021 |

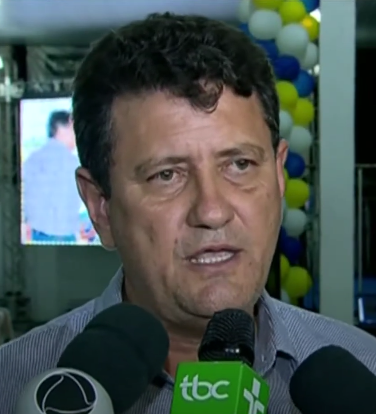
Então prefeito de Porangatu, Pedro João Fernandes (PSDB-GO), concede entrevista à Record Goiás.

| ---------------------------------------- | ------------------------------------------------------------------------------------------- | ------------------------------------------------------------------------------------------- | ------------------------------------------------------------------------------------------- | ------------------------------------------------------------------------------------------- | ------------------------------------------------------------------------------------------- | ------------------------------------------------------------------------------------------- |
| Secretarias                              | Chefia de Gabinete:                                                                         | Chefia de Gabinete:                                                                         | Hilda Eustáquio da Silva                                                                    | Hilda Eustáquio da Silva                                                                    | Hilda Eustáquio da Silva                                                                    | Hilda Eustáquio da Silva                                                                    |
| Secretarias                              | Pasta                                                                                       | Sigla                                                                                       | Incumbente                                                                                  | Incumbente                                                                                  | Mandato                                                                                     | Data de nomeação                                                                            |
| Secretarias                              | Administração e Finanças                                                                    | SEMAF                                                                                       | Ivan Vieira Soares Júnior                                                                   |                                                                                             | 1º de janeiro de 2017-1º de janeiro de 2021                                                 | 1º de janeiro de 2017                                                                       |
| Secretarias                              | Agricultura, Comércio, Indústria e Tecnologia                                               | SEMACIT                                                                                     | Júlio Tófolo                                                                                |                                                                                             | 1º de janeiro de 2017-1º de janeiro de 2021                                                 | 1º de janeiro de 2017                                                                       |
| Secretarias                              | Assistência Social                                                                          | SEMAS                                                                                       | Leila Barreto Fernandes                                                                     |                                                                                             | 1º de janeiro de 2017-10 de janeiro de 2019                                                 | 1º de janeiro de 2017                                                                       |
| Secretarias                              | Assistência Social                                                                          | SEMAS                                                                                       | Maurina Bueno                                                                               |                                                                                             | 10 de janeiro de 2019-1º de janeiro de 2021                                                 | 10 de janeiro de 2019                                                                       |
| Secretarias                              | Compras                                                                                     | SEC                                                                                         | Michael Portos                                                                              |                                                                                             | 1º de janeiro de 2017-1º de janeiro de 2021                                                 | 1º de janeiro de 2017                                                                       |
| Secretarias                              | Comunicações                                                                                | SECOM                                                                                       | Adriane Pires                                                                               |                                                                                             | 1º de janeiro de 2017-1º de janeiro de 2021                                                 | 1º de janeiro de 2017                                                                       |
| Secretarias                              | Controle Interno                                                                            | SEMCI                                                                                       | Edvair Batista                                                                              |                                                                                             | 1º de janeiro de 2017-1º de janeiro de 2021                                                 | 1º de janeiro de 2017                                                                       |
| Secretarias                              | Educação                                                                                    | SEME                                                                                        | Januária Cirqueira Abreu Dias                                                               |                                                                                             | 1º de janeiro de 2017-10 de janeiro de 2019                                                 | 1º de janeiro de 2017                                                                       |
| Secretarias                              | Educação                                                                                    | SEME                                                                                        | Márcia Marques                                                                              |                                                                                             | 10 de janeiro de 2019- 1º de janeiro de 2021                                                | 10 de janeiro de 2019                                                                       |
| Secretarias                              | Esportes, Cultura e Lazer                                                                   | SEMESCL                                                                                     | Lucélio Policar                                                                             |                                                                                             | 1º de janeiro de 2017- 1º de janeiro de 2021                                                | 1º de janeiro de 2017                                                                       |
| Secretarias                              | Meio Ambiente e Turismo                                                                     | SEMAT                                                                                       | Márcio Gleic                                                                                |                                                                                             | 1º de janeiro de 2017-1º de janeiro de 2021                                                 | 1º de janeiro de 2017                                                                       |
| Secretarias                              | Mulher                                                                                      | SEMM                                                                                        | Gabinete vago (Cargo inexistente)                                                           | Gabinete vago (Cargo inexistente)                                                           | Gabinete vago (Cargo inexistente)                                                           | Gabinete vago (Cargo inexistente)                                                           |
| Secretarias                              | Mulher                                                                                      | SEMM                                                                                        | Maria Dirce da Silva                                                                        |                                                                                             | 1º de dezembro de 2017- 1º de janeiro de 2021                                               | 1º de dezembro de 2017                                                                      |
| Secretarias                              | Saúde                                                                                       | SMS                                                                                         | André Gomide                                                                                |                                                                                             | 1º de janeiro de 2017- 7 de junho de 2017                                                   | 1º de janeiro de 2017                                                                       |
| Secretarias                              | Saúde                                                                                       | SMS                                                                                         | Francisco Pereira Lima                                                                      |                                                                                             | 7 de junho de 2017-                                                                         | 7 de junho de 2017                                                                          |
| Secretarias                              | Saúde                                                                                       | SMS                                                                                         | Carla Marques                                                                               |                                                                                             | 10 de janeiro de 2019- 1º de janeiro de 2021                                                | 10 de janeiro de 2019                                                                       |
| Secretarias                              | Transporte, Obras, Urbanismo e Habitação                                                    | SETOUH                                                                                      | Márcio Raso                                                                                 |                                                                                             | 1º de janeiro de 2017-10 de janeiro de 2019                                                 | 1º de janeiro de 2017                                                                       |
| Secretarias                              | Transporte, Obras, Urbanismo e Habitação                                                    | SETOUH                                                                                      | Celi Rezende                                                                                |                                                                                             | 10 de janeiro de 2017-1º de janeiro de 2021                                                 | 10 de janeiro de 2019                                                                       |
| Órgãos públicos com status de Secretaria | Agência Municipal de Trânsito e Transporte                                                  | AMTT                                                                                        | Maxilânio Mendes                                                                            |                                                                                             | 1º de janeiro de 2017- 1º de janeiro de 2021                                                | 1º de janeiro de 2017                                                                       |
| Órgãos públicos com status de Secretaria | Centro Cultural de Porangatu- vereador Cobiano Rodrigues Teles                              |                                                                                             | Célia Corrêa Ferro                                                                          |                                                                                             | 1º de janeiro de 2017- 1º de janeiro de 2021                                                | 1º de janeiro de 2017                                                                       |
| Órgãos públicos com status de Secretaria | Fundo de Previdência Social dos Servidores do Município de Porangatu                        | PORANGATUPREV                                                                               | Eliomar Gonçalves                                                                           |                                                                                             | 1º de janeiro de 2017- 1º de janeiro de 2021                                                | 1º de janeiro de 2017                                                                       |
| Órgãos públicos com status de Secretaria | Assessoria Jurídica                                                                         |                                                                                             | Amanda Costa                                                                                |                                                                                             | 1º de janeiro de 2017- 1º de janeiro de 2021                                                | 1º de janeiro de 2017                                                                       |

### Reforma da Câmara
Em 2018, Fernandes concluiu a reforma e ampliação da Câmara Municipal de Porangatu em 3 de dezembro. Anteriormente, Pedro havia iniciado a reforma em seu primeiro ano de mandato, 2017.

### Pandemia de COVID-19

#### Medidas governamentais
No dia 26 de fevereiro de 2020, iniciou-se a Pandemia de COVID-19 no Brasil. Não demorou mais que alguns meses, para que Porangatu tivesse seu primeiro infectado. A primeira suspeita, deu-se em 17 de março de 2020
A cidade registrou seu oitavo caso positivo de infecção pelo coronavírus em 15 de maio de 2020. O governo municipal, iniciou suas medidas no combate à pandemia em 20 de abril do mesmo ano, por via do Decreto Municipal n.º 091/2021, que decretava medidas generalizadas higienização de utensílios, objetos, estabelecimentos, etc. Em especial, em locais comerciais.
No dia 25 de maio, Pedro Fernandes criou o Decreto n.º 114/2020, que endurecia as medidas protetivas estabelecidas anteriormente pelo Decreto n.º91, além de decretar novas cautelas, dentre estas estavam:
- A proibição de qualquer tipo de festas ou eventos, em condomínios pessoais e espaços de eventos, sob pena de 600 a 320.000 reais;
- Proibida a aglomeração em espaços públicos (praças, parques, etc.);
- O fechamento obrigatório de comércios aos fins de semana, e expediente até 18h da tarde (com período de almoço durando das 11h até às 13h);
- Estabelecimento de Blitz para fiscalização no munícipio;
- Dentre outras medidas.

Outra medida foi a criação de boletins de infectados e casos negativos ou positivos de COVID-19, através do HCamp.

#### Construção do Hospital de Campanha do munícipio
Em parceria com o Governo Estadual de Ronaldo Caiado, o então prefeito inaugurou o Hospital de Campanha (HCamp) com investimentos municipais de 1 milhão de reais. O Hospital, inaugurado em 29 de maio de 2020, era estruturado com 24 UTIs e 31 leitos de enfermaria.  Entretanto, o HCamp teve uma superlotação, que resultou em vários problemas de infraestrutura do hospital, resultando no seu fechamento pelo governo seguinte. Outro problema, foi a demora no início dos atendimentos. Todos esses fatores resultariam no fechamento do HCamp por lei de Vanuza Valadares.

### Eleição municipal de 2020

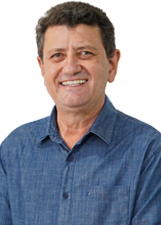
Pedro Fernandes em 2020.

Em outubro de 2020, iniciou-se o período de campanha eleitoral nos munícipios, devido uma prorrogação aprovada pela Câmara Federal dos Deputados  e pelo Senado Federal do Brasil. Pedro João Fernandes registrou no Tribunal Superior Eleitoral pelo Progressistas. Ele formalizou a chapa com Odair Amorim, também do PP. 
Pedro Fernandes formou a coligação Porangatu para todos composta pelos seguintes partidos: Progressistas, PSDB, Solidariedade, PSD e PV. Devido os problemas estruturais do HCamp, foi revelado por duas pesquisas eleitorais que Pedro Fernandes era o candidato mais rejeitado pelo eleitorado.Fernandes acabou em terceiro lugar, com 6.301 votos, ou, 28,66% do eleitorado. Entretanto sua coligação elegeu 6 vereadores.

## Vida posterior

### Eleições estaduais de Goiás em 2022
No ano de 2022, Pedro Fernandes voltou à disputar eleitoralmente, desta vez concorrendo ao cargo de deputado estadual da Assembleia Legislativa de Goiás, pelo partido Agir, inscrito no número 36360. Seus gastos eleitorais somam R$49.044,00.
Ele realizou campanha pinga-fogo em Porangatu no dia 15 de setembro, ao lado do ex-governador e candidato a senador Marconi Perillo e seu candidato a suplente, Jalles Fontoura. No dia 19 do mesmo mês, ele realizou nova carreata no munícipio ao lado de Jovair Arantes.
Pedro João Fernandes foi eleito suplente de deputado estadual, com 2.111 votos válidos.